# Тонкий человек (фильм)
«Тонкий человек», «Худой человек» (англ. The Thin Man) — комедийный детектив 1934 года о приключениях супругов, частных детективов Ника и Норы Чарльз. Экранизация одноимённого романа Дэшила Хэммета.
После успешного проката (фильм собрал полтора миллионов долларов прибыли против 226 тысяч, затраченных на производство) вышли в свет ещё пять серий о Тонком человеке. Кроме того, благодаря этому фильму Уильям Пауэлл и Мирна Лой составили один из наиболее выразительных кинодуэтов 30-х годов.

## Сюжет
Фильм начинается с момента, когда в лабораторию богатого и эксцентричного изобретателя Клайда Винанта приходит его дочь Дороти вместе с женихом Томми. Они сообщают Винанту, что собираются пожениться. Изобретатель тем временем собирается уехать в таинственную командировку, чтобы в уединении испытать на практике свою новую теорию, но обещает дочери вернуться к 30 декабря, дате её предстоящего бракосочетания. Сам Винант недавно развёлся с матерью Дороти, Мими, и завел роман со своей секретаршей, хорошенькой блондинкой по имени Джулия Вульф.
Поручив своему адвокату Герберту Макколею вести финансовые дела на время его отсутствия, Винант обнаруживает, что из его сейфа пропали облигации на сумму 50 тысяч долларов, предназначенные в подарок дочери на свадьбу. Изобретатель подозревает в краже свою любовницу, врывается в её квартиру и застает Джулию в компании другого мужчины, Джо Морелли. Придя в бешенство от двойного предательства, Винант угрожает, что донесет на неё в полицию, и вынуждает Джулию сознаться в содеянном. Несмотря на то, что Джулия отказывается назвать имя своего сообщника, с которым поделила облигации, у Винанта есть подозрения относительно того, кем может оказаться этот человек.
Проходит три месяца. Дороти обеспокоена долгим отсутствием отца. Однажды в ресторане Дороти  вместе с Томми встречает элегантного отставного сыщика Ника Чарльза, клиентом которого был ранее её отец. Дороти делится с Ником своими опасениями, и тот советует девушке позвонить Макколею и спросить, не знает ли тот что-нибудь о местонахождении Винанта. Далее в ресторан заходит жена сыщика, Нора, нагруженная пакетами с рождественскими подарками и с терьером по кличке Аста на поводке. Ник знакомит её с Дороти и Томми, и пары договариваются ещё раз встретиться вместе.
Нора и Ник — новобрачные. Они живут в Калифорнии и приехали в Нью-Йорк, чтобы весело провести время и отпраздновать Рождество. Прилично напившись в баре, они возвращаются в отель, где к ним приходит адвокат Винанта. Он рассказывает, что вот уже три месяца не общался с Винантом лично и лишь время от времени по просьбе его секретарши посылал ему деньги, но недавно Джулия сообщила, что Винант вернулся в город. Далее Ник звонит Дороти, чтобы обрадовать её хорошими новостями об отце.
Тем временем Мими на другом конце провода подслушивает их разговор. Она боится, что Джулия вытянет все деньги из её бывшего супруга до того, как что-нибудь перепадет ей самой и её новому мужу, бездельнику Йоргенсену. Дороти упрекает мать в жадности. Рассчитывая узнать о местонахождении Винанта от Джулии, Мими договаривается с ней о встрече. Она приезжает на квартиру Джулии, и в этот момент из подъезда незаметно выскальзывает некто Артур Нанхейм — тот самый человек, которого Винант считал её сообщником. Мими обнаруживает, что Джулия мертва. В её руке зажата цепочка от часов Винанта, и Мими забирает её, чтобы оградить бывшего мужа от обвинения в убийстве.
Череда дальнейших событий ещё больше накручивает интригу. Выясняется, что Мими и Нанхейм знакомы и связаны каким-то таинственным делом, а адвокат Винанта рассказывает полиции, что на днях дал Джулии тысячу долларов, чтобы она передала их боссу. Так как денег в квартире не было обнаружено, Винант становится главным подозреваемым в смерти девушки. Далее полиция допрашивает Мими. Несмотря на то, что судмедэксперт утверждает, что кто-то разжал руку девушки после её смерти, Мими отрицает, что притрагивалась к телу убитой. Когда полиция во главе с лейтенантом Гилдом уходит, Дороти находит в стенном шкафу цепочку от часов отца и со страхом подозревает, что он вполне мог убить Джулию.
Тем временем супруги Чарльз весело проводят время на вечеринке. После того, как по радио передают новость о загадочном убийстве Джулии Вульф, Нора уговаривает Ника заняться расследованием. Ник отказывается под шутливым предлогом, что все его время посвящено заботам о целости и сохранности денег, ради которых он женился на Норе, но жена, заинтригованная этим таинственным делом, продолжает настаивать. Далее на вечеринку приезжает Дороти и, попросив Ника о разговоре наедине, сообщает, что это она застрелила Джулию, но сыщик понимает, что из любви к отцу она сознательно берет на себя чужую вину. Вскоре к ним присоединяется Мими и в свою очередь просит Ника заняться поисками её бывшего мужа.
Нику ужасно не хочется прерывать отпуск. Он отказывается помогать Мими и сохраняет невозмутимость даже после таинственного звонка Нанхейма, который сообщает, что ему кое-что известно о смерти Джулии Вульф. Вечером в отеле Нора продолжает уговаривать Ника распутать это дело. В это время раздается стук в дверь. Нора открывает, в номер заходит Джо Морелли, один из любовников Джулии, и с пистолетом в руке начинает убеждать Ника, что не имеет никакого отношения к смерти подруги. Ник безуспешно пытается заверить его, что никаким образом не связан с этим делом, и советует тому рассказать о своих проблемах полиции.
В этот момент в номер врывается полиция. Морелли от страха начинает палить из пистолета, Ник ударом в челюсть отталкивает Нору с линии огня и, получив лёгкое ранение, помогает полиции обезоружить бандита. Нора тем временем приходит в себя и сокрушается о том, что пропустила самое интересное. Несмотря на её комические протесты, полиция проводит обыск и находит в номере пистолет — из этого оружия Дороти по её признанию якобы убила Джулию. С этим трофеем полицейские удаляются, пообещав вернуться наутро и хорошенько допросить Ника.
За чтением утренних газет Нора и Ник получают телеграмму от Винанта, в которой он просит Ника взять дело в свои руки. Во время визита Макколея раздается звонок из полиции — они подозревают, что Винант покончил с собой в своей лаборатории, и просят Макколея помочь опознать обезображенное тело. Адвокат хочет, чтобы Ник нашёл убийцу Джулии, хотя бы затем, чтобы восстановить доброе имя Винанта. После ухода Макколея Нора заявляет, что разочарована полным равнодушием Ника к такому загадочному делу. В итоге он уступает и соглашается приступить к расследованию.
На улице они встречают Гилда. Тот излагает им свою версию происходящего — якобы Винант убил Джулию из ревности, — а Ник сообщает ему о возможной причастности Нанхейма и соглашается вместе поехать на встречу с таинственным человеком. Нора хочет присоединиться к ним и даже садится в такси, но Ник, чтобы обезопасить её, даёт шоферу указание ехать по другому адресу. Ник и Гилд приезжают к Нанхейму, застают его дома вместе с подругой и спрашивают, есть ли у него алиби и где он находился в момент смерти Джулии. Тот отказывается отвечать и убегает по пожарной лестнице.
После того, как Нанхейм шантажирует неизвестную личность по телефону, вымогая деньги за своё молчание, в него стреляют из того же самого пистолета, которым была убита Джулия. Чтобы не обижать Нору и создать иллюзию её участия в расследовании, Ник просит её узнать, куда делся Крис Йоргенсен, второй муж Мими. Мими предстоит выбрать, кому она обеспечит алиби, и она отдаёт полиции цепочку Винанта. Подозрения полиции в его причастности к смерти Джулии крепнут, они делают вывод, что мертвец в лаборатории — это не Винант, и назначают награду в 5 тысяч долларов за его поимку.
Обыскав лабораторию Винанта, Ник находит спрятанный под полом труп. Затем ему приходит в голову блестящая идея. Он принимает решение устроить вечеринку и пригласить на неё всех подозреваемых — Макколея, Мими, Криса, Морелли, подругу Нанхейма и Таннера, помощника Винанта. Также он приглашает Дороти и Томми, но не рассматривает их как возможных преступников. На вечеринке также присутствуют полицейские, для конспирации переодетые официантами. На глазах у собравшихся Ник виртуозно распутывает дело и доказывает, что преступник, отнявший жизни у Винанта, Джулии и Нанхейма, находится среди них, и это — адвокат Макколей.

## В ролях
- Уильям Пауэлл — Ник Чарльз
- Мирна Лой — Нора Чарльз
- Морин О'Салливан — Дороти Вайнант
- Нат Пендлтон — лейтенант Джон Гилд
- Минна Гомбелл — Мими Йоргенсен, бывшая миссис Вайнант
- Сесар Ромеро — Крис Йоргенсен
- Натали Мурхед — Джулия Вульф
- Портер Холл — Герберт Маккоули
- Генри Вадсворт — Томми
- Эдвард Эллис — Клайд Вайнант, «Тонкий человек»
- Гарольд Хубер — Артур Нанхейм
- Эдвард Брофи — Джо Морелли

## Номинации
В 1935 году фильм был номинирован на премию «Оскар» в четырёх категориях — лучший фильм, лучшая режиссура (В.С. ван Дайк), лучшая мужская роль (Уильям Пауэлл) и лучший адаптированный сценарий.

## Фильмы серии
- После тонкого человека (1936)
- Другой тонкий человек (1939)
- Тень тонкого человека (1941)
- Тонкий человек едет домой (1945)
- Песня тонкого человека (1947)